# Eopenthes
Eopenthes is een geslacht van kevers uit de familie  
kniptorren (Elateridae).
Het geslacht is voor het eerst wetenschappelijk beschreven in 1885 door Sharp.

## Soorten
Het geslacht omvat de volgende soorten:
- Eopenthes ambiguus Blackburn, 1885
- Eopenthes antennatus Sharp, 1908
- Eopenthes arduus Sharp, 1908
- Eopenthes auratus Sharp, 1908
- Eopenthes basalis Sharp, 1885
- Eopenthes caeruleus Sharp, 1908
- Eopenthes celatus Sharp, 1908
- Eopenthes cognatus Sharp, 1908
- Eopenthes debilis Sharp, 1885
- Eopenthes deceptor Sharp, 1908
- Eopenthes divisus Sharp, 1908
- Eopenthes funebris Sharp, 1908
- Eopenthes germanus Sharp, 1908
- Eopenthes gracilis Sharp, 1908
- Eopenthes humeralis (Karsch, 1881)
- Eopenthes kauaiensis Sharp, 1908
- Eopenthes konae Blackburn, 1885
- Eopenthes longicollis Sharp, 1908
- Eopenthes marginatus Sharp, 1908
- Eopenthes mauiensis Sharp, 1908
- Eopenthes muticus Sharp, 1908
- Eopenthes oahuensis Sharp, 1908
- Eopenthes obscurus Sharp, 1885
- Eopenthes pallipes Sharp, 1908
- Eopenthes parvulus Sharp, 1908
- Eopenthes perkinsi Sharp, 1908
- Eopenthes plebeius Sharp, 1908
- Eopenthes politus Sharp, 1908
- Eopenthes satelles Blackburn, 1885
- Eopenthes tarsalis Sharp, 1908
- Eopenthes tinctus Sharp, 1908
- Eopenthes unicolor Sharp, 1908
- Eopenthes varians Sharp, 1908